# Personligt varumärke
Personligt varumärke, personal branding, är varumärken för personer med vilka de saluför sig själva och sin skicklighet.
Tidigare var det centrala för bilden av en personen på vad denna åstadkommits, medan personligt varumärke innebär att bilden i mycket präglas av hur personen presenteras. Detta begrepp användes och presenterades i en artikel ” The Brand Called You” av Tom Peters 1997.
Personligt varumärke är i huvudsak den pågående processen med att upprätta en positiv bild eller intryck i huvudet på andra om en individ eller grupp. Personlig varumärke innebär ofta att ens namn associeras till olika produkter eller tjänster. Vanligt är att använda idrottsstjärnor som varumärken , exempelvis används tennisspelaren Björn Borg namn i stor utsträckning på de produkter som han kan associeras till (t.ex. kläder, skor, väskor, glasögon och parfym).

## Historia
Personligt varumärke, självpositionering och individuell marknadsföring uppmärksammades första gången 1937 i USA av Napoleon Hill i boken ‘THINK and GROW RICH’ där han skrev “Successful merchants employ men and women who understand the art and the psychology of advertising to present the merits of their merchandise. One who has personal services for sale should do the same.”
Idén dök senare upp 1981 i boken Positioning: The Battle for Your Mind, av Al Ries och Jack Trout, mer specifikt i Kapitel 23. ”Positioning Yourself and Your Career - You can benefit by using positioning strategy to advance your own career”. Författarnas huvudprincip var: “Don’t try to do everything yourself. Find a horse to ride". Det senare populariserades av Tom Peters genom argumentationen för personligt varumärke.

## Om personligt varumärke
För att nå framgång med ett varumärke, även personliga sådana, så måste dessa vara sanna  i betydelsen hållbar, sammanhängande och realistiskt. Detta tas upp av Leike & Westergren som tillägger att för att lyckas sälja sig på det personliga planet behövs konkurrensfördelar i form av ett starkt självbeskrivande varumärke.
Personligt varumärke har nått en ny nivå av betydelse på grund av Internetanvändningen. Tillväxten av den virtuella världen skapar behov att hantera online-identiteter. Trots att det uttryckligen är virtuell, så har sociala medier och online-identitet förmågan att påverka den verkliga världen. Eftersom individer vill framställa sig själva på ett visst sätt inför deras sociala krets, kan de arbeta för att upprätthålla en viss bild på sina sociala medier. Resultatet är att sociala medier möjliggör skapandet av en online-identitet, som kanske inte helt sant jämfört med det verkliga jaget.
Idag läggs ökad vikt vid personligt varumärke, särskilt i online-världen. Uppdragsgivare använder nu alltmer sociala medier som verktyg för att filtrera sökande innan de erbjuds intervjuer. Sådana tekniker allt från att söka personen i Linkedln, Facebook eller Twitter till att bedriva stora bakgrundskontroller med hjälp av sökmotorer och andra verktyg.
Personligt varumärke fokuserar på själva presentationen av individen för att bli uppmärksammad, Lair beskriver detta med ”where success is not determined by individuals’ internal sets of skills, motivations, and interests but, rather, by how effectively they are…branded”; är detta mer om självfrämjande snarare än ett uttryck för den verkliga personligheten. Skillnaden mellan de två är att egenreklam är en medveten avsikt i alla aspekter, eftersom individen avsikt är att forma sin självbild eller persona, medan personlig positionering även kan vara en biprodukt av befordran.

## Missbruk
Personligt varumärke erbjuder löften om ökad framgång i näringslivet. Tusentals självhjälpsböcker, träningsprogram, personliga tränare och artiklar, även på svenska som i boken Ditt personliga varumärke – om retorik, värderingar och förtroende av Isabel Runebjörk, 2004, Liber, finns till för att hjälpa individer lära sig att bli sitt eget varumärke. Dessa strategier betonar äkthet men inramat som att bli "mer av vem du är liksom vem du var tänkt att vara. "
Den andra sidan av dessa strategier för framgång "är att detta är mycket subtil självhandelsvara. Eftersom personligt varumärke är att i grunden att påpeka, och i vissa fall att lovorda utvalda positiva egenskaper hos en individ, skiljer inte detta från traditionell marknadsföring av produkter och företag. Montoya (2002, sid 15) definierar detta med ”A personal identity that stimulates precise, meningful perceptions in its audience about the values and qualities that person stands for”. Här är individen i fokus i stället för en traditionell produkt, där individens ansträngningar att visa upp mer mänsklighet kan undermineras.
Denna möjlighet utnyttjas av kändisar och politiker, som "marknadsföring av individuella personligheter som produkter" är ett effektivt sätt att få miljontals fans inte bara på nätet men i verkliga livet också. För kändisar av alla slag, online-personen är deras varumärken. Samma sak kan sägas om politiker som Göran Persson och Carl Bildt som både kan enkelt styra "varumärket" och maximera exponeringen och framgång.